# Carlo Degara
Carlo Degara (Vercelli, 16 marzo 1896 – Vercelli, 10 febbraio 1984) è stato un calciatore italiano, di ruolo mediano.

## Carriera
Con il Novara disputò 34 partite, segnando un gol, nei campionati di Prima Divisione 1922-1923 e 1923-1924.
Militò nel Novara fino al 1924, per passare poi alla Pro Vercelli, dove giocò per altre stagioni in Prima Divisione e successivamente in Divisione Nazionale, collezionando 68 presenze.